# Даніель Федорчук
Даніель Федорчук (ісп. Daniel Fedorczuk, 2 травня 1976) — уругвайський футбольний арбітр польського походження. Арбітр ФІФА з 2011 року.

## Кар'єра
Свій перший матч в уругвайській Прімері відсудив 30 серпня 2009 року між «Сентраль Еспаньолом» та «Рівер Плейтом» з Монтевідео. Матч закінчився внічию 2:2, а Федорчук під час гри роздав шість жовтих та чотири червоних картки.
На міжнародному рівні дебютував у Південноамериканському кубку 27 червня 2012 року у грі між бразильським «Гуарані» та болівійським клубом «Орієнте Петролеро». Матч закінчився мінімальною перемогою болівійців (1:0), а Федорчук роздав шість жовтих карток.
Першим матчем на рівні збірних для Федорчука стала гра між Аргентиною та Тринідадом і Тобаго 5 червня 2014 року (3:0), в якому Даніель роздав чотири жовті картки й заслужив критику «найжорсткішого південноамериканського арбітра».